# Zrinski-Park

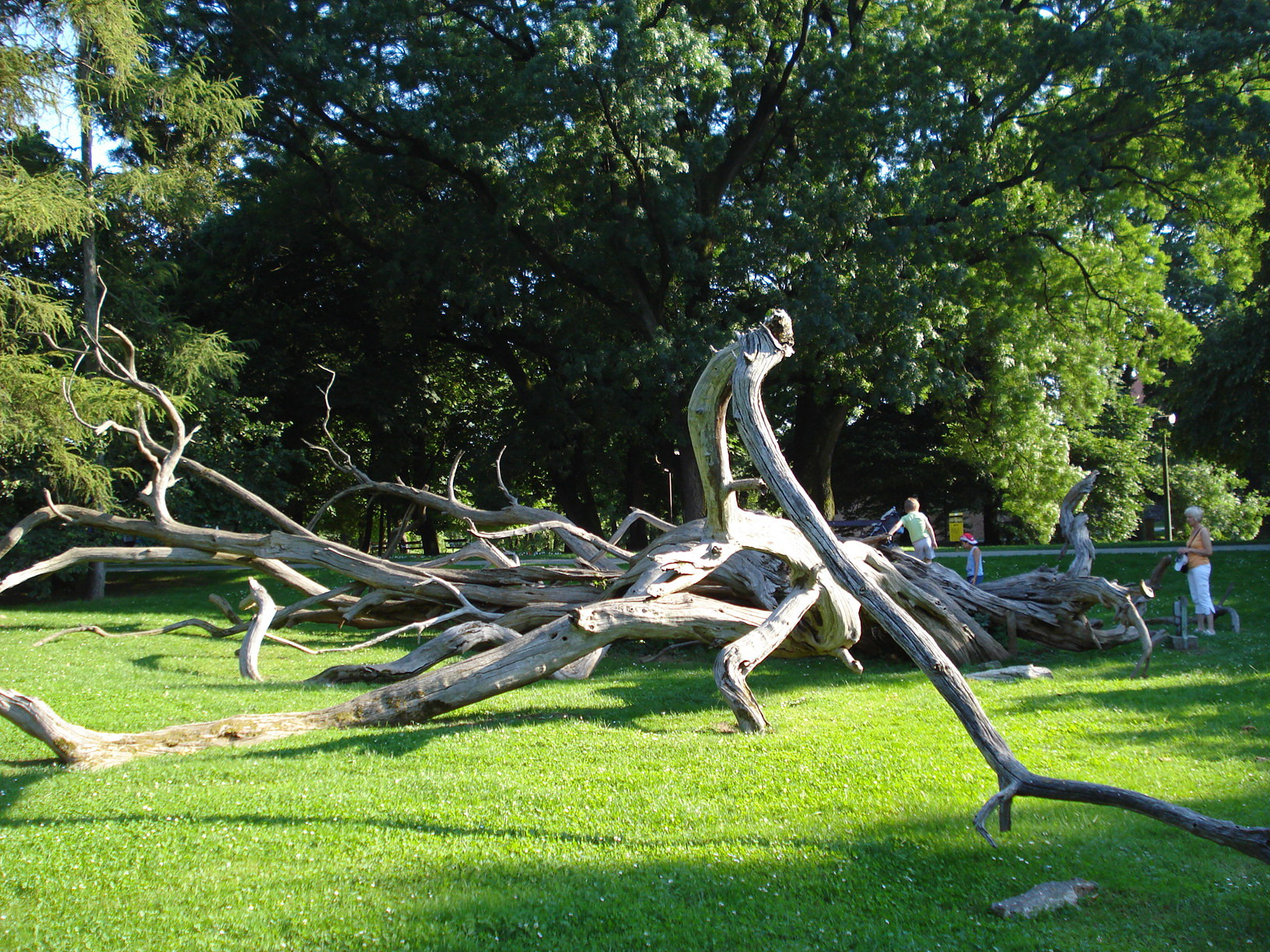
Die sog. „Alte Akazie“ im Zrinski-Park

Der Zrinski-Park befindet sich in der Stadt Čakovec im Norden Kroatiens.
Er umgibt die großartige und gewaltige Zrinski-Burg, die in der Stadtmitte liegt, nur ein paar Schritte vom Hauptplatz entfernt, und seit dem 13. Jahrhundert Teil eines ganzen historischen Komplexes ist. Im 16. und 17. Jahrhundert waren die Besitzer des Komplexes die Mitglieder des Adelsgeschlechts Zrinski.
Im Park befinden sich mehrere Skulpturen, Denkmäler und Gedenkstätten, die mit der Geschichte der Stadt Čakovec und der Gespanschaft Međimurje verbunden sind, und der Park steht heute als Kultur- und Naturdenkmal.

## Fotos

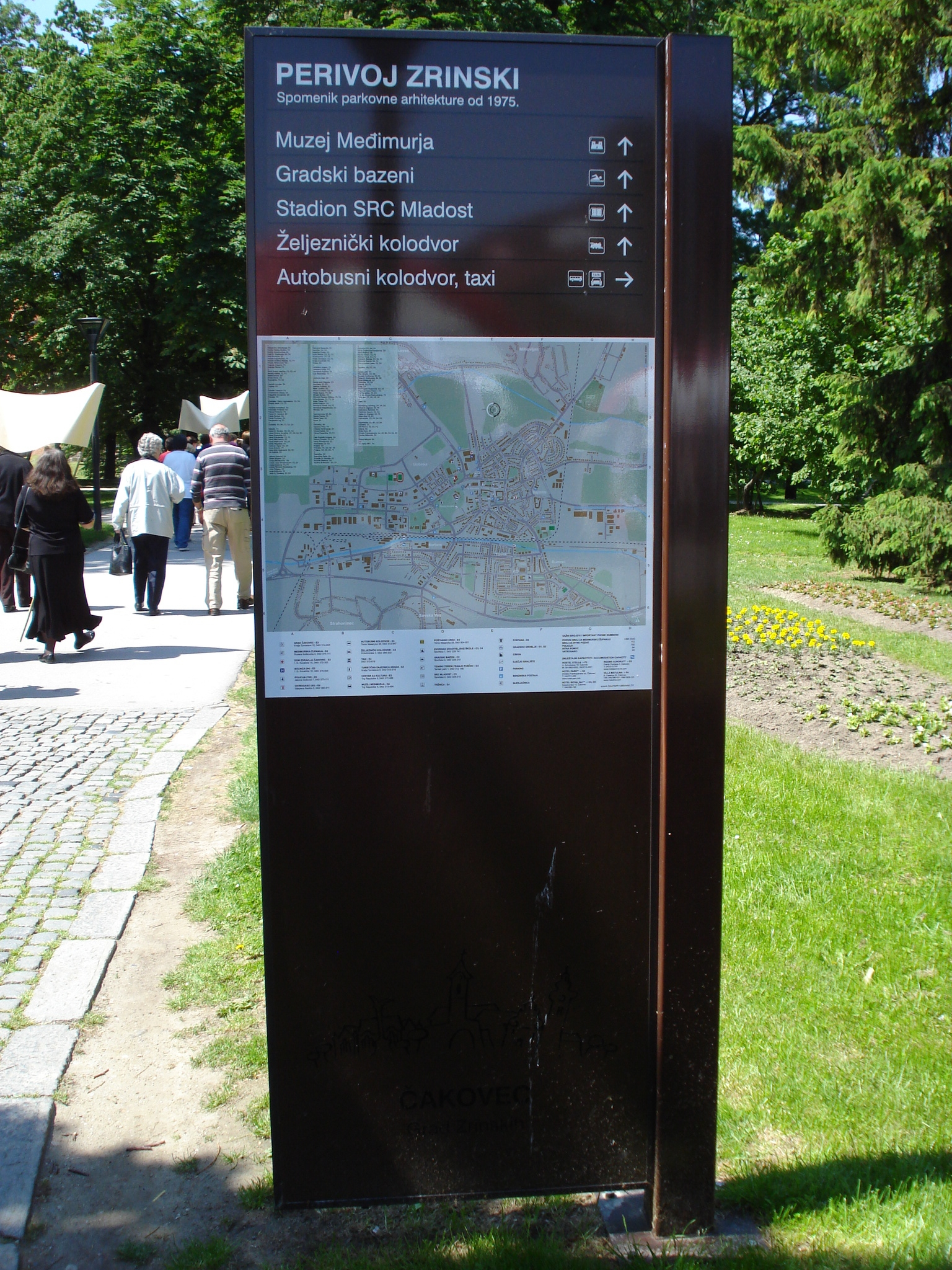
Die Informationstafel
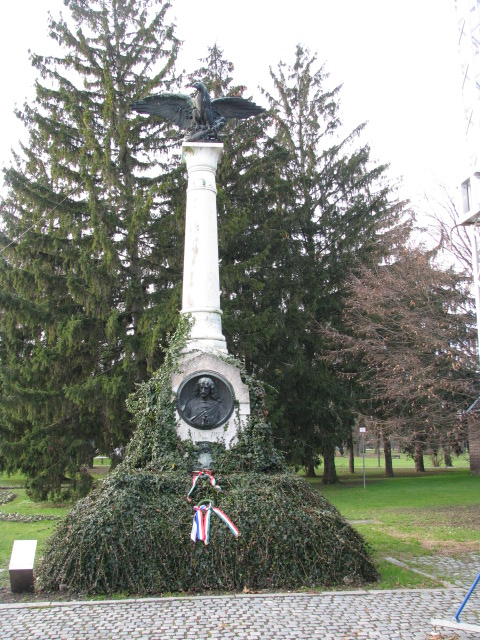
Das Denkmal des Nikola Zrinski am Eingang zum Park
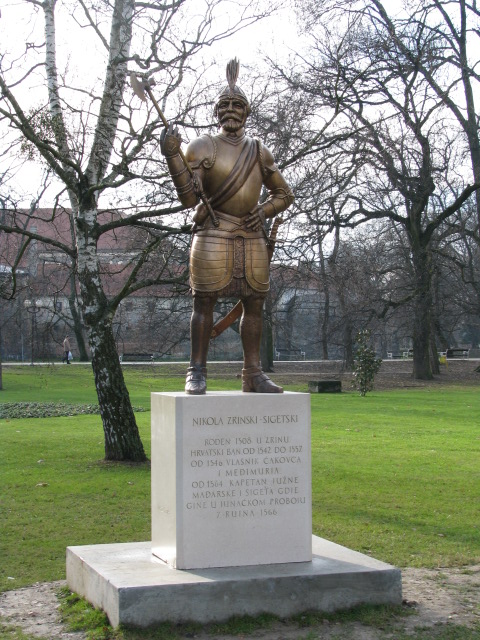
Die Skulptur des Nikola Šubić Zrinski
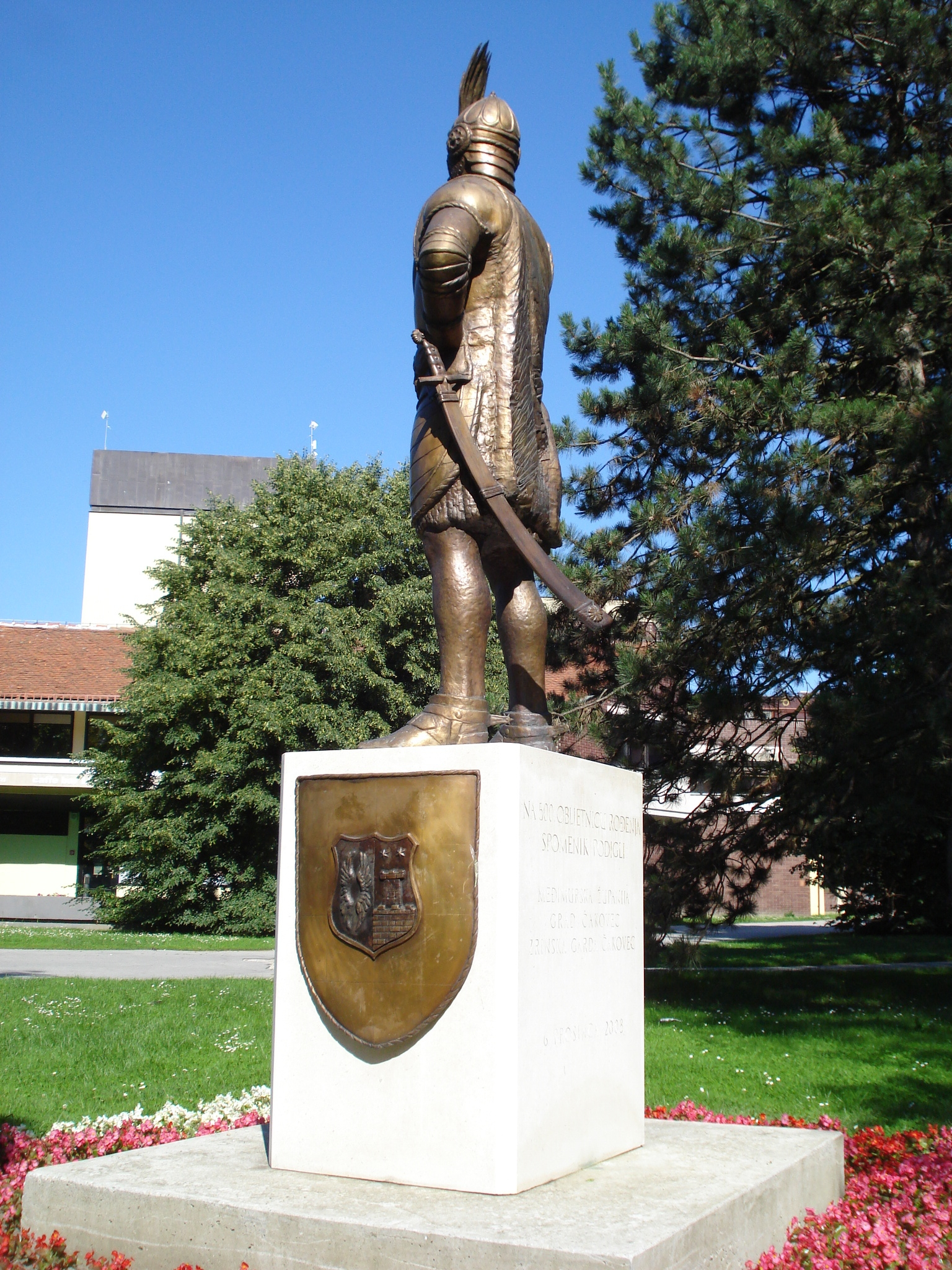
Nikola Šubić Zrinski – Blick auf die linke hintere Seite
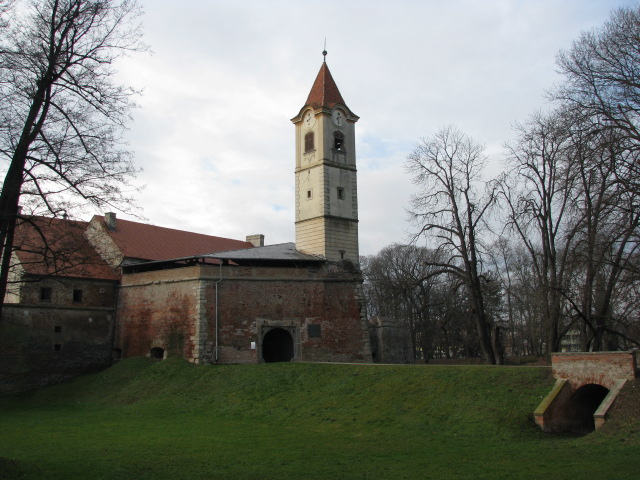
Zrinski-Burg-Eingangsbastion
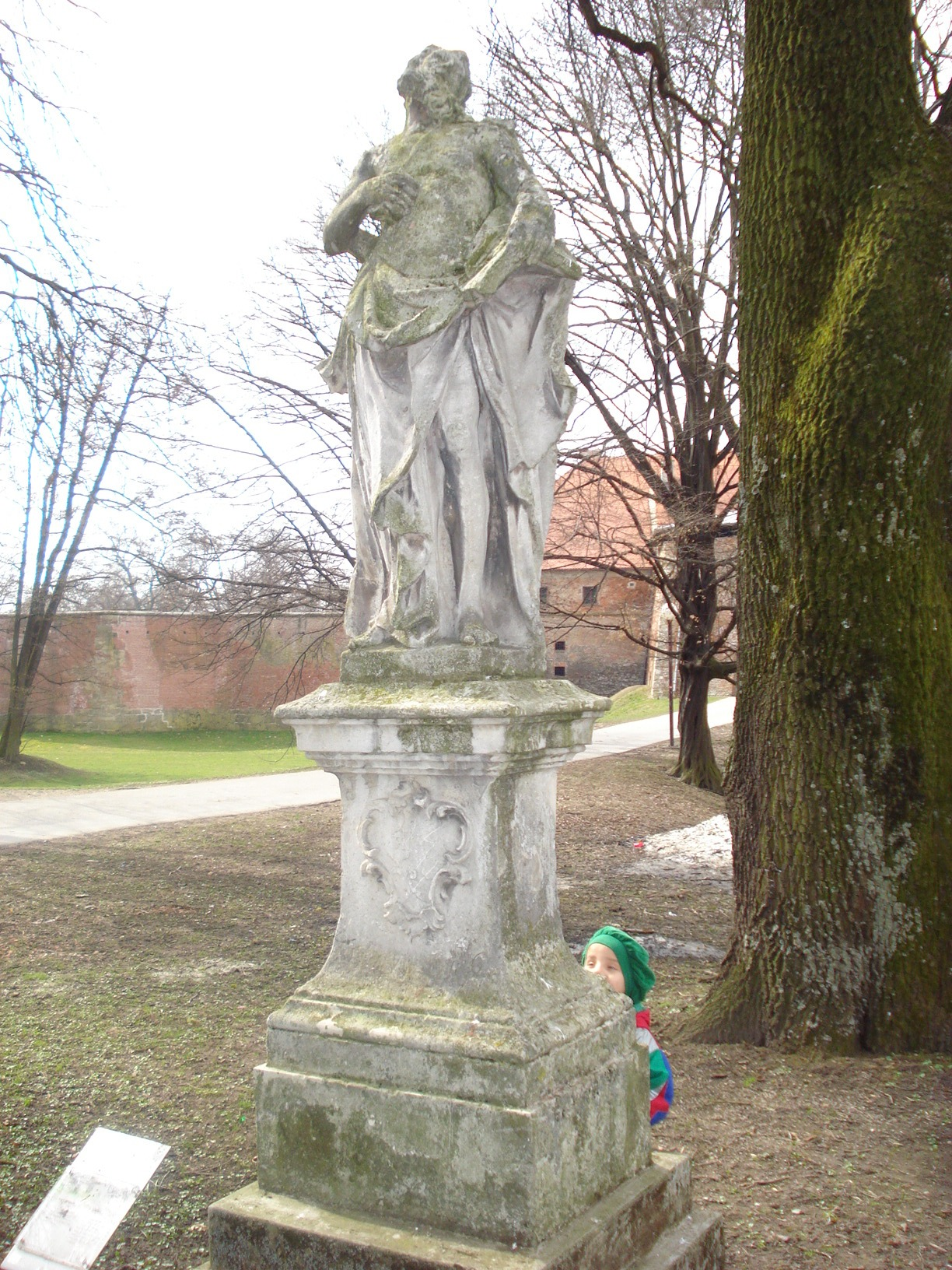
Die Skulptur des hl. Hieronymus aus dem Jahr 1766
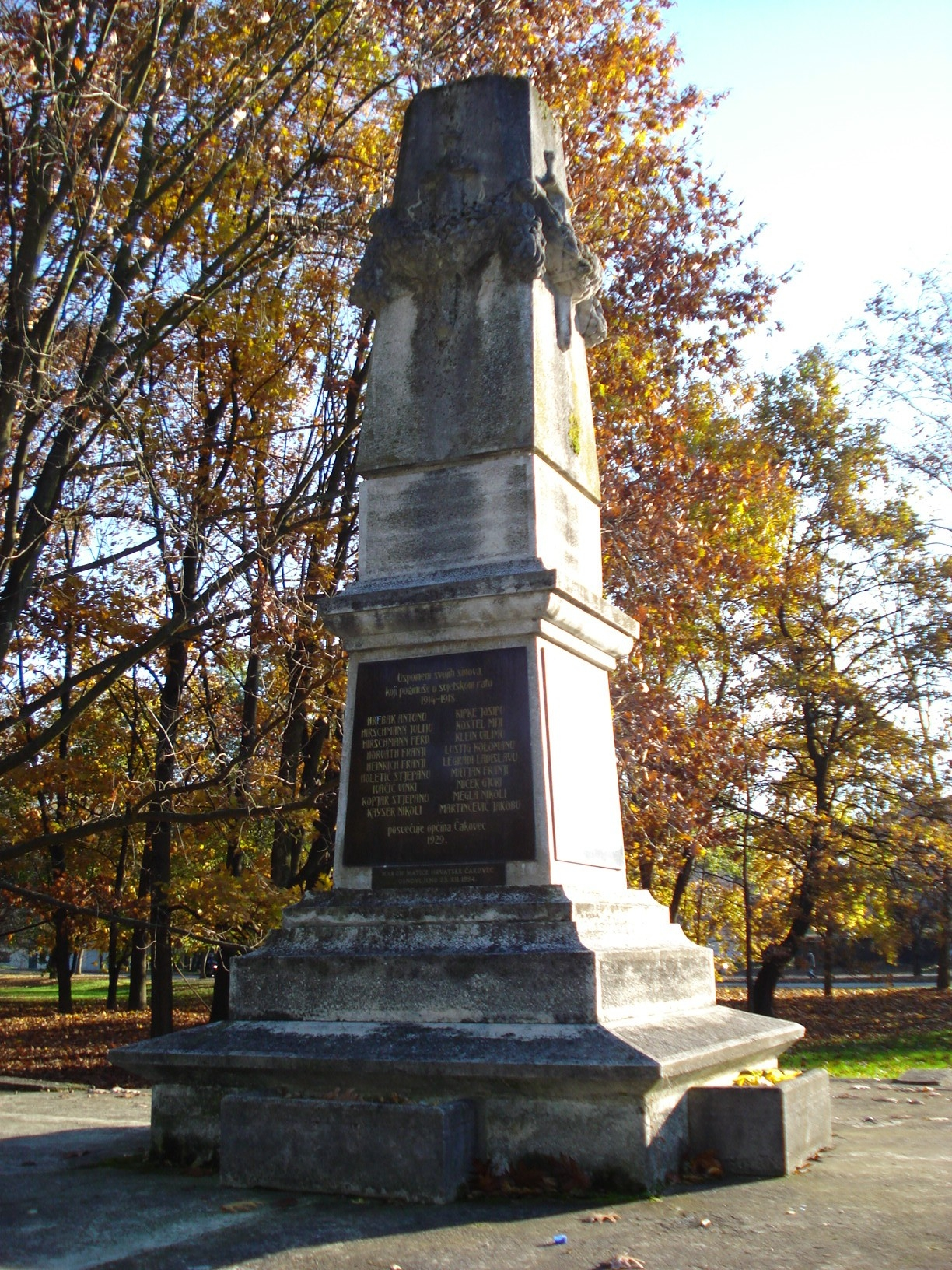
Das Denkmal für die im Ersten Weltkrieg gefallenen Soldaten
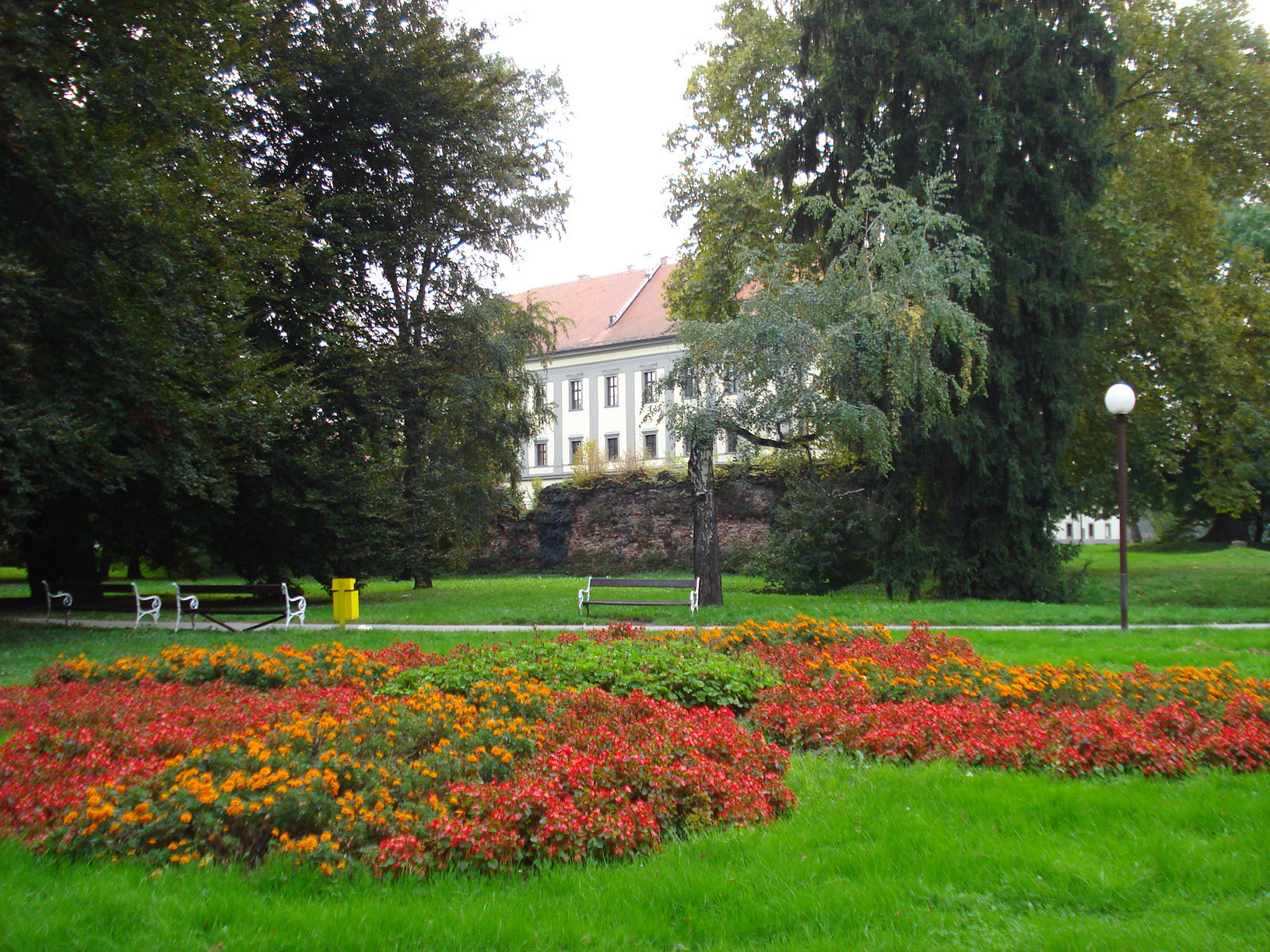
Abschnitt des Parks mit dem Zrinski-Palast im Hintergrund
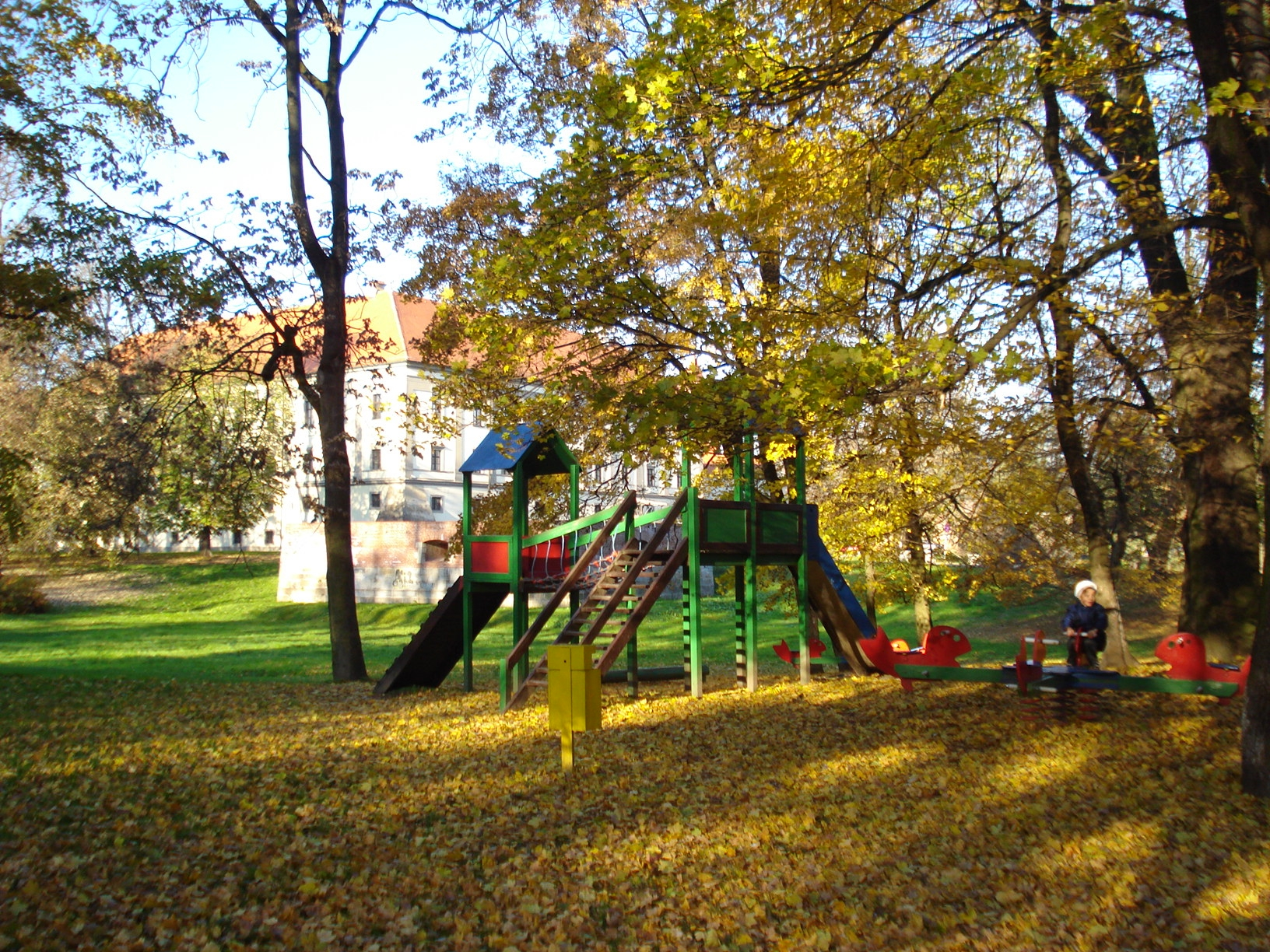
Herbst im Park
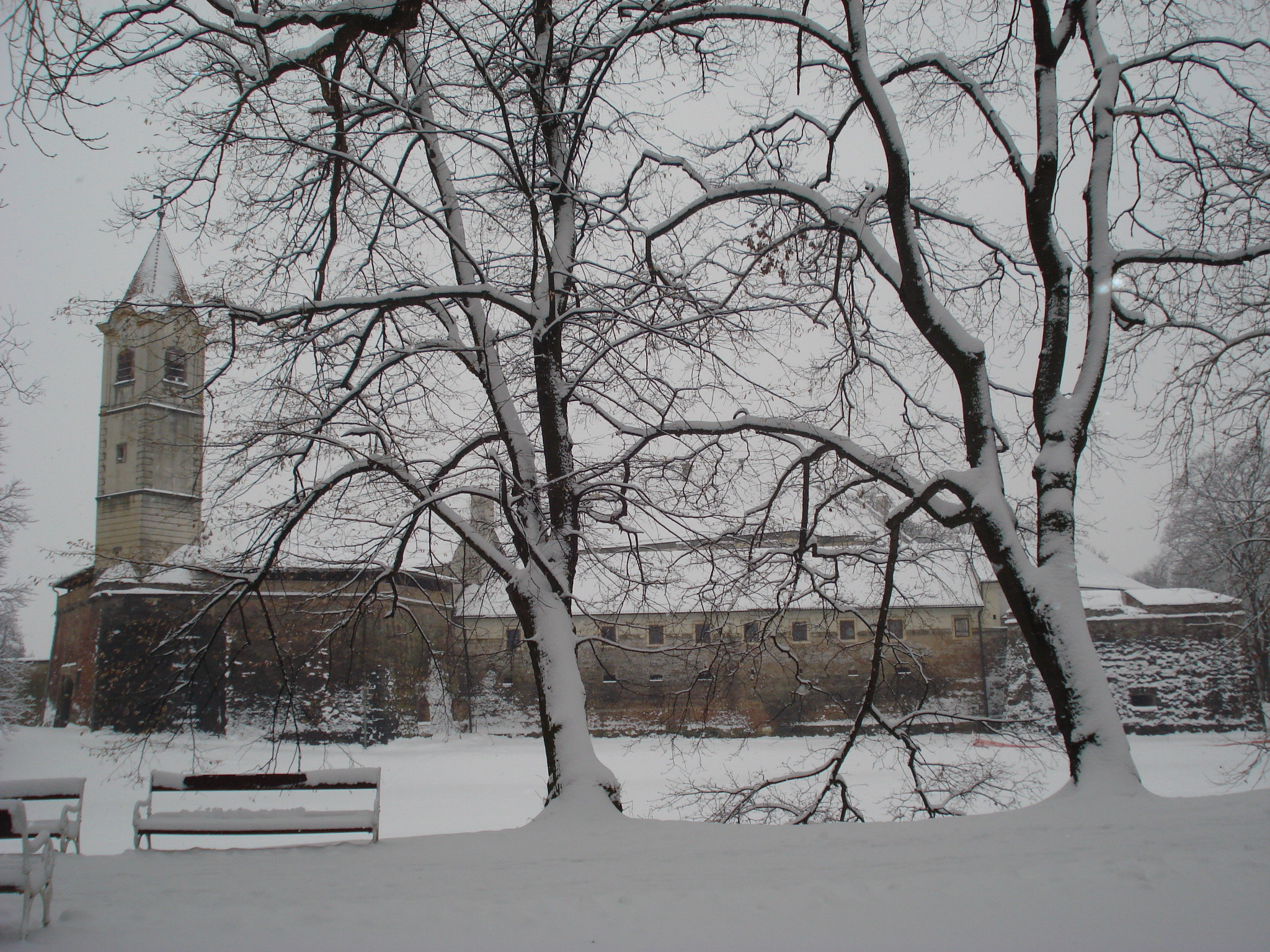
Winter im Park